# José Luis Imhoff
José Luis Imhoff (Rosario, 25 aprile 1941) è un ex giocatore e allenatore di rugby a 15 argentino, di professione medico cardiologo; fu anche ministro della sanità della provincia di Santa Fe durante il governatorato di Carlos Reutemann e a più riprese commissario tecnico dell'Argentina.

## Biografia
Appena quindicenne fu tra i fondatori del club rosarino del Duendes; fece parte della selezione argentina che nel 1965 affrontò il suo primo tour di sempre in Africa australe.
Nel 1967 realizzò i suoi unici due test match con i Pumas nel corso del Sudamericano di quell'anno, vinto a punteggio pieno.
Laureato in medicina all'università nazionale di Rosario, divenne cardiologo e docente universitario; negli anni settanta fu una prima volta C.T. dell'Argentina.
Nel 1992, dopo un'altra parentesi da C.T. dei Pumas, fu chiamato dall'ex pilota di formula 1 Carlos Reutemann, nel frattempo divenuto governatore di Santa Fe nelle file del Partito Giustizialista di orientamento peronista, a ricoprire l'incarico di ministro della sanità di tale provincia.
Terminato il suo incarico politico fu di nuovo commissario tecnico argentino, anche se non riuscì a guidare la squadra alla Coppa del Mondo di rugby 1999 perché fu sostituito da Marcelo Loffreda.
Suo figlio Juan, anch'egli internazionale per l'Argentina, è divenuto professionista in Francia nel Racing 92 e suo genero Nicolás Galatro, marito di sua figlia Bárbara, è un ex rugbista affiliato alla federazione italiana che militò in Amatori Catania e Petrarca.

## Palmarès
- Campionati sudamericani: 1
Argentina: 1967